# Bowlesia incana
Bowlesia incana là một loài thực vật có hoa trong họ Hoa tán. Loài này được Ruiz & Pav. mô tả khoa học đầu tiên năm 1802.

## Hình ảnh

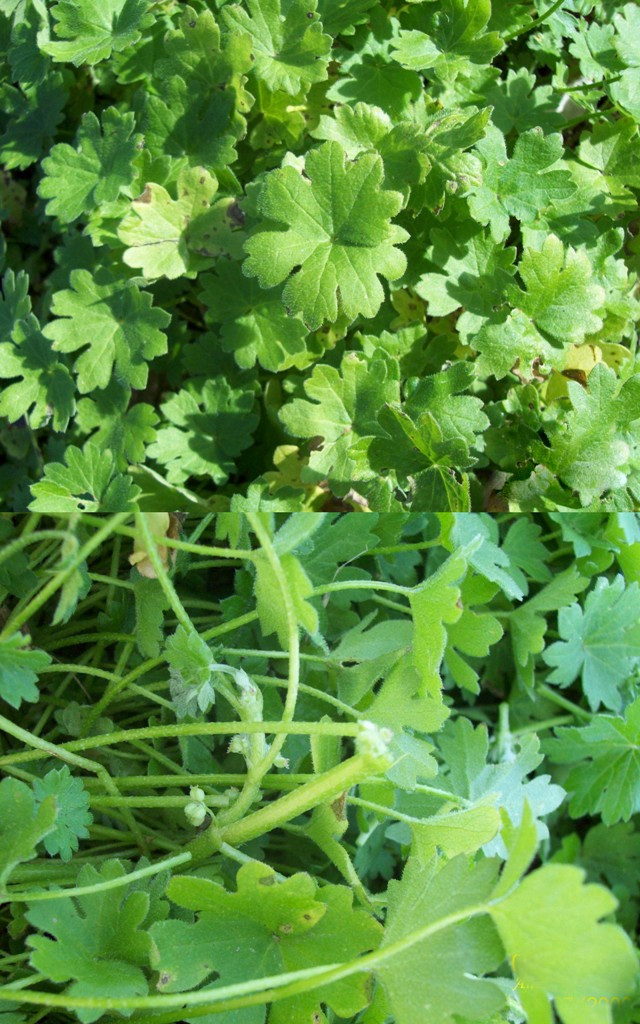
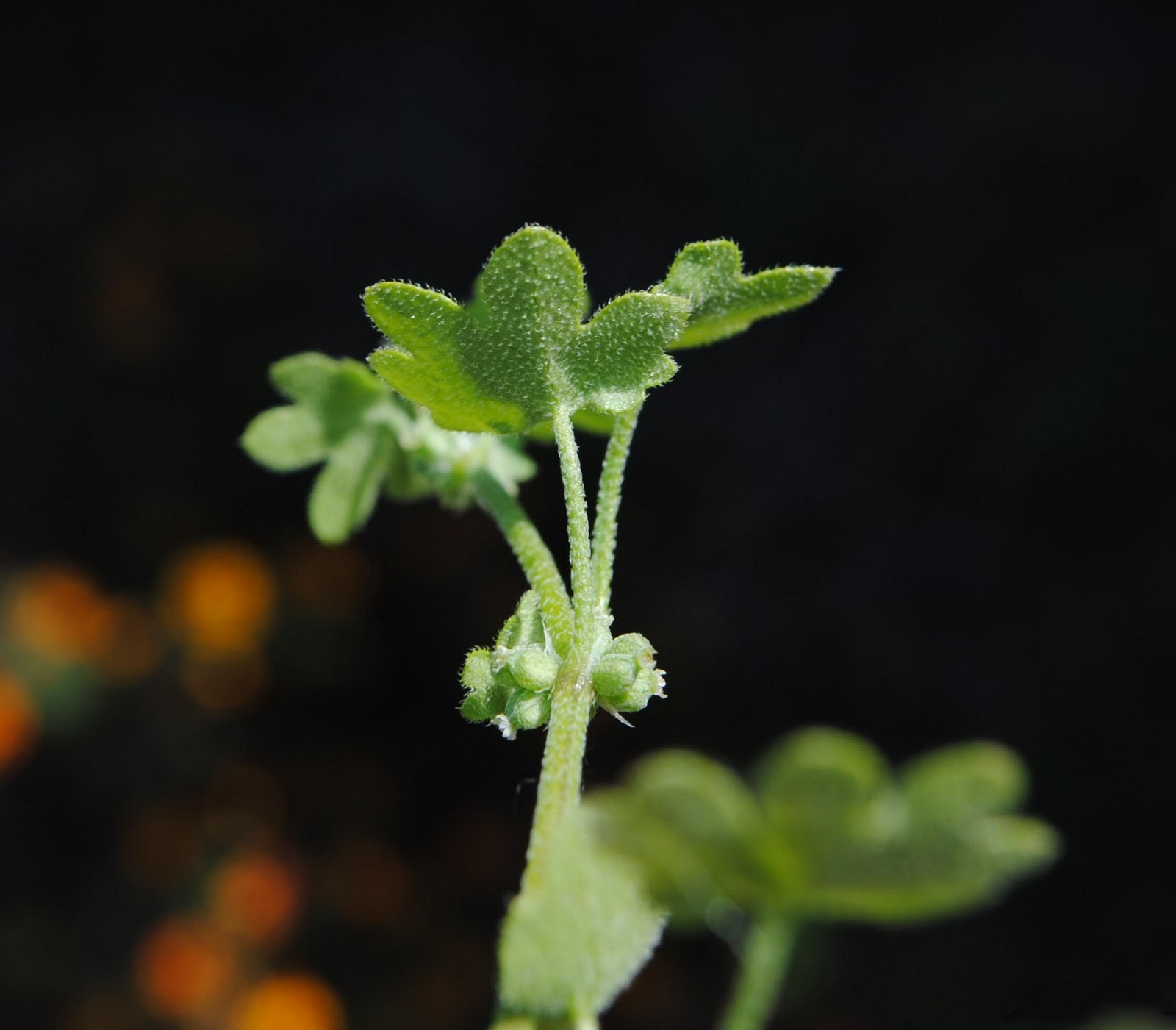
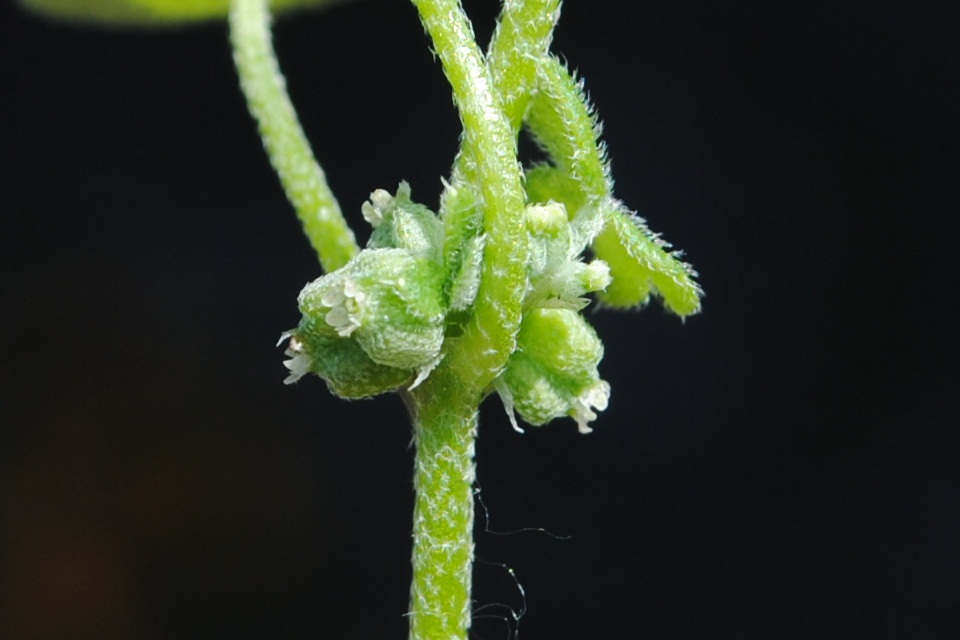
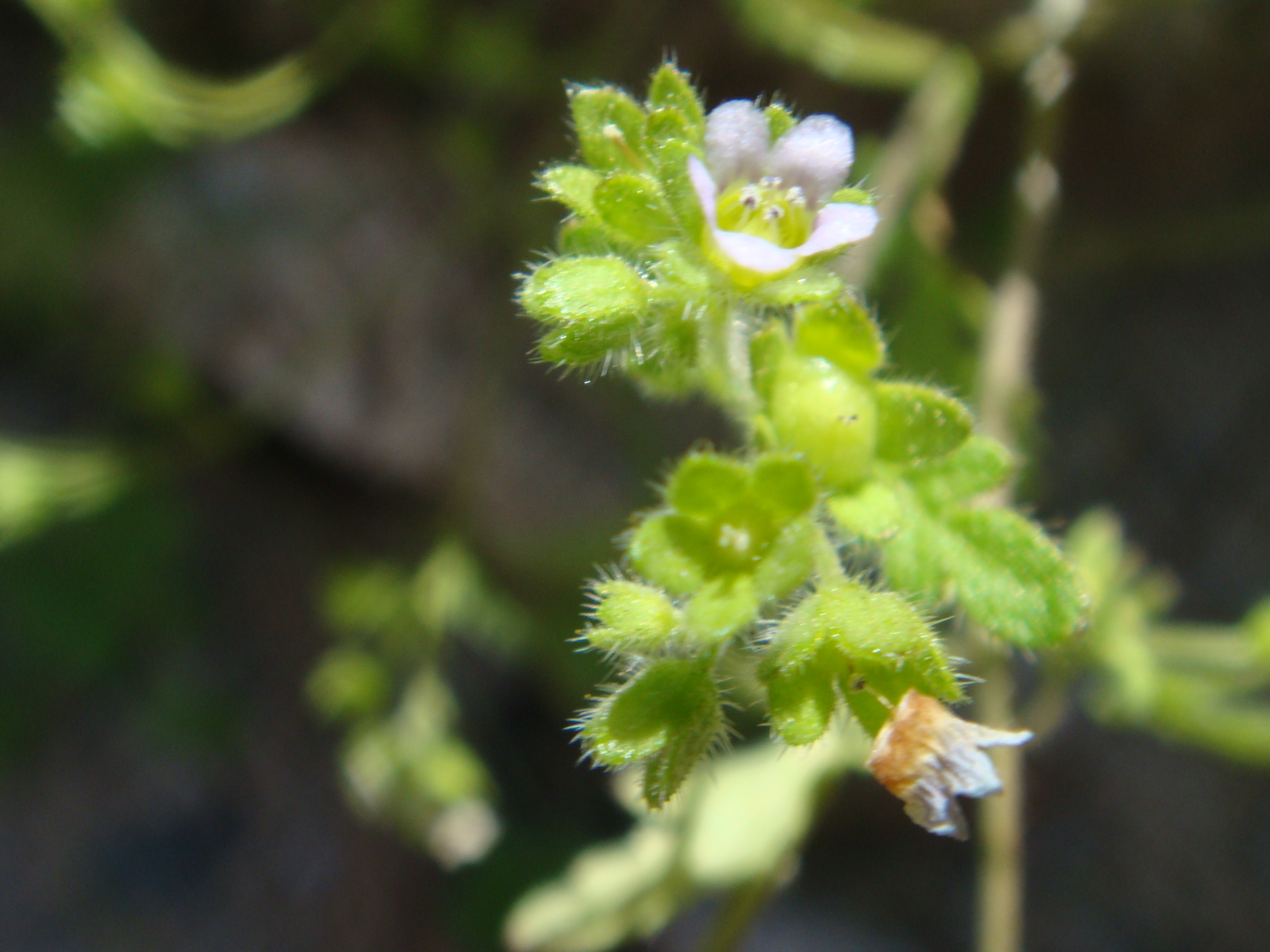